# Hrastnik

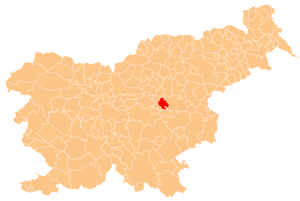
Hrastniks läge i Slovenien

Hrastnik är en kommun i Slovenien. Den har 10 121 invånare (2002) på 58,6 km². På orten finns glastillverkning och en kolgruva.